# Дрјаново
Дрјаново (буг. Дряново) град је у Републици Бугарској, у средишњем делу земље, седиште истоимене општине Дрјаново у оквиру Габровске области.
Дрјаново је познато по добро очуваном старом градском језгру у традиционалном балканском стилу.

## Географија
Положај: Дрјаново се налази у средишњем делу Бугарске. Од престонице Софије град је удаљен 215 km источно, а од обласног средишта, Габрова град је удаљен 20 km североисточно.
Рељеф: Област Дрјанова се налази у северном ободу планинског подручја Старе планине. Град се сместио у брдовитом подручју, у невеликој долини реке, на приближно 240 m надморске висине.
Клима: Клима у Дрјанову је континентална.
Воде: Кроз Дрјаново протиче река Јантра средишњим делом свог тока.

## Историја
Област Дрјанова је првобитно било насељено Трачанима, а после њих овом облашћу владају стари Рим и Византија. Јужни Словени ово подручеје насељавају у 7. веку. Од 9. века до 1373. године област је била у саставу средњовековне Бугарске.
Крајем 14. века област Дрјанова је пала под власт Османлија, који владају облашћу 5 векова.
Дрјаново и њено становништво су 19. веку имали важну улогу у бугарском народном препороду и оснивању савремене Бугарске. 1878. године град је постао део савремене бугарске државе. Насеље постоје убрзо средиште окупљања за села у околини, са више јавних установа и трговиштем.

## Становништво
По проценама из 2007. године Дрјаново је имало око 8.400 становника. Огромна већина градског становништва су етнички Бугари. Остатак су махом Роми. Последњих деценија град губи становништво због удаљености од главних токова развоја у земљи.
Претежан вероисповест месног становништва је православна.

## Галерија
- Градска православна црква
- Уметничка галерија